# Ford F-Series
De Ford F-Series is een reeks pick-up trucks van het Amerikaanse autoconcern Ford die reeds sinds 1948 geproduceerd worden. De populairste variant uit de reeks is de F-150. De F-Series is de best verkochte auto in de Verenigde Staten en de op een na best verkochte auto ter wereld. Analisten schatten dat de F-Series alleen al instaat voor de helft van Fords winst de laatste jaren.

## Geschiedenis

### Eerste generatie
De eerste F-Series werd geïntroduceerd in 1948 ter vervanging van Fords voorgaande pick-up lijn. Het was een modern ogende pick-up met een ongescheiden voorruit en geïntegreerde koplampen. Het model was in drie versies te koop:
- F-1: Halve Short ton
- F-2: Driekwart ton
- F-3: Heavy Duty (zwaar werk)

Volgende motoren waren verkrijgbaar:
- 3,7 l 6-in-lijnmotor van 95 pk (1948-1950)
- 3,5 l V8 van 100 pk (1948-1952)
- 3,9 l V8 van 101 pk (1951-1952)

### Tweede generatie
De F-Series werd hertekend voor 1953 en de verschillende versies kregen ook andere namen: F-100, F-250 en F-350 voor de Heavy Duty. Ook de interieuruitrusting werd uitgebreid met een lamp, aansteker, armsteunen en zonneschermen.
Volgende motoren waren verkrijgbaar:
- 3,5 l I6 van 101 pk (1953)
- 3,7 l I6 van 115 pk (1954-1955)
- 3,7 l I6 van 137 pk (1956)
- 3,9 l V8 van 100 pk (1953)
- 3,9 l V8 van 130 pk (1954-1955)
- 4,5 l V8 van 173 pk (1956)

### Derde generatie
De F-Series werd opnieuw hertekend voor 1957 met een motorkap boven de voorwielen. In 1959 kreeg het voertuig voor het eerst vierwielaandrijving.
Beschikbare motoren:
- 3,7 l I6 van 137 pk (1958-1960)
- 4,5 l V8 van 173 pk (1958)
- 4,8 l V8 van 186 pk (1959-1960)

### Vierde generatie
Voor 1961 werd de truck opnieuw volledig hertekend. Hij zag er breder uit en de styleside-versies kregen een cabine en laadbak. Nadat hij in 1965 een nieuwe aandrijving kreeg,
steeg het vermogen tot boven de 200 pk. Ook in 1965 werd de Twin I-Beam wielophanging geïntroduceerd met een hiernaar verwijzend embleem vooraan op de zijkant.
Motoren:
- 3,7 l I6 van 137 pk (1961-1964)
- 3,9 l I6 van 150 pk (1965-1966)
- 4,8 l V8 van 186 pk (1961-1964)
- 4,9 l I6 van 170 pk (1965-1966)
- 5,8 l V8 van 208 pk (1965-1966)

### Vijfde generatie
Met het vernieuwde model in 1967 kwam er ook een nieuw uitrustingsniveau: de Ranger. Vooraan werd de bladvering vervangen door springvering in de F-100. In 1969 werd een
4-deurs versie uitgebracht die Crew Cab heette. Deze 5de generatie werd ook in Brazilië gebouwd.
Verkrijgbare motoren:
- 3,9 l I6 (1967-1972)
- 4,9 l I6 (1967-1972)
- 4,9 l V8 (1970-1972)
- 5,8 l V8 (1967)
- 5,9 l V8 (1968-1972)
- 6,4 l V8 (1968-1972)

### Zesde generatie
De F-Series werd opnieuw hertekend voor 1973 met een optionele automatische versnellingsbak. In 1974 werd ook de verlengde Super Cab-versie geïntroduceerd. In 1976 kwam de F-150 uit en in 1978 verscheen het luxueuze Lariat uitrustingsniveau. Ook in 1978 werd de F-Series voor het eerst de best verkochte auto in de Verenigde Staten, en die positie behoudt het model nog steeds.
Te verkrijgen motoren:
- 3,9 l I6 (1973-1977)
- 4,9 l I6 (1973-1977)
- 4,9 l V8 (1973-1977)
- 4,9 l I6 van 114 pk (1978-1979)
- 5,8 l V8 (1973-1977)
- 5,8 l V8 van 163 pk (1977-1979)
- 5,9 l V8 (1973-1976)
- 6,4 l V8 (1973-1977)
- 6,6 l V8 van 169 pk (1977-1979)
- 7,5 l V8 (1973-1979)

### Zevende generatie
In 1980 werd het model hertekend in een meer hoekige stijl met scherpe lijnen en vlakke panelen. In 1982 werd de Ranger een apart model. Als uitrustingsniveaus bleven de XL, de XLT en de XLT Lariat over. Vanaf 1983 werd een V8 dieselmotor beschikbaar. Het basismodel F-100 werd in datzelfde jaar geschrapt waarna de F-150 die positie overnam. Vanaf 1985 was de 5,0 liter V8 met brandstofinjectie verkrijgbaar. In Argentinië werd de F-150 als F-100 verkocht.
Beschikbare motoren:
- 4,9 l I6 (1980-1981)
- 4,9 l v6 (1982)
- 5,0 l V8 (1980-1985)
- 5,0 l V8 met brandstofinjectie van 185 pk (1985-1986)
- 5,8 l V8 (1980-1982)
- 5,8 l V8 (1983-1986)
- 6,6 l V8 (1980-1982)
- 6,9 l V8 diesel van 170 pk (1983-1986)
- 7,5 l V8 van 245 pk (1983-1986)

Tot en met 1982 werden de 6 cilinders gebouwd daarna werden alleen v8 motoren aangeboden

### Achtste generatie
In 1987 vond een ingrijpende update plaats. Het ontwerp werd meer gestroomlijnd en ABS op de achterwielen werd standaard. In 1988 werd de manuele versnellingsbak herzien met vijf versnellingen en de Flareside-versie werd geschrapt. De 4,9 l I6 werd opnieuw leverbaar en kreeg standaard brandstofinjectie en in 1988 volgden de 5,8 l en de 7,5 l. Ook dat jaar werd de 6,9 l V8 diesel vervangen door een 7,3 l. 1988 Is ook het eerste jaar dat geen enkele motor met carburateur werd aangeboden.
Beschikbare motoren:
- 4,9 l I6 van 150 pk (1987-1991)
- 5,0 l V8 van 185 pk (1987-1991)
- 5,8 l V8 (1987)
- 5,8 l V8 met brandstofinjectie van 210 pk (1988-1991)
- 6,9 l V8 diesel van 170 pk (1987)
- 7,3 l V8 diesel van 180 pk (1988-1991)
- 7,5 l V8 van 245 pk (1987)
- 7,5 l V8 met brandstofinjectie van 230 pk (1988-1991)

### Negende generatie

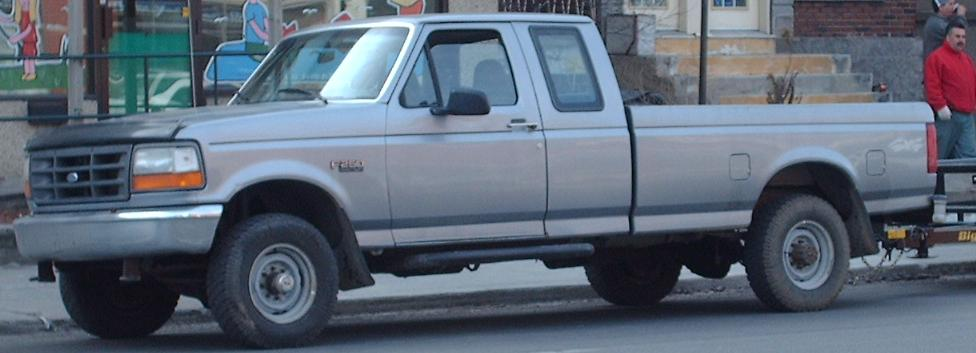
Ford F-250 uit 1991-6.

Vanaf 1992 werd de F-Series ronder en aerodynamischer. De Flareside-versie was terug en de Lightning werd in 1993 geïntroduceerd. In 1994 werden een optionele cd-speler, een bestuurdersairbag en een derde stoplicht beschikbaar. In 1995 werd ook het Eddie Bauer-uitrustingsniveau toegevoegd. De verkoop liep goed. In 1992 werden 500.000 exemplaren verkocht; een aantal dat in 1996 tot 800.000 was gestegen. Ford verkocht dat jaar meer pick-ups dan GMC en Chevrolet samen.
Motoren:
- 4,9 l I6 van 150 pk (1992-1996)
- 5,0 l V8 van 185 pk (1992-1996)
- 5,8 l V8 van 210 pk (1992-1996)
- 5,8 l V8 Lightning van 240 pk (1993-1995)
- 7,3 l V8 diesel van 185 pk (1992-1996)
- 7,3 l V8 turbodiesel van 190 pk (1992-1996)
- 7,3 l V8 turbodiesel van 210 pk (1995-1996)
- 7,5 l V8 van 240 pk (1992-1996)

### Tiende generatie
In 1997 verscheen de nog aerodynamischere tiende generatie. Ook de F-250 werd geïntroduceerd als F-150 met versterkte assen en ophanging. Deze Light Duty was de voorloper van de latere Super Duty. Toen die laatste uitkwam, werd de Light Duty een optiepakket voor de F-150. De F-Series was in vele koetswerkvarianten verkrijgbaar. Men kon kiezen uit een gewone
cabine en een Super cabine, standaard, flareside, korte en lange laadbakken. In 1999 verscheen een nieuwe Lightning- naast een Harley-Davidson- en een King Ranch-versie. In 2001 werd de SuperCrew cabine geïntroduceerd. Ook voor deze generatie liep de verkoop goed: 900.000 stuks in 2001. De verkoop ging echter weer achteruit toen Dodge haar nieuwe modellen uitbracht.
Te verkrijgen motoren:
- 4,2 l V6 van 202 pk (1997-2003)
- 4,6 l V8 van 220 pk (1997-1998)
- 4,6 l V8 van 231 pk (1999-2003)
- 5,4 l V8 van 235 pk (1995-1998)
- 5,4 l V8 van 260 pk (1999-2003)
- 5,4 l turbo V8 van 360 pk (1999-2000)
- 5,4 l turbo V8 van 380 pk (2001-2004)
- 5,4 l turbo V8 van 340 pk (1999-2004)
- 6,8 l V10 van 362 pk (1999-2003)
- 7,3 l V8 turbodiesel van 250 pk (1999-2003)

### Elfde generatie

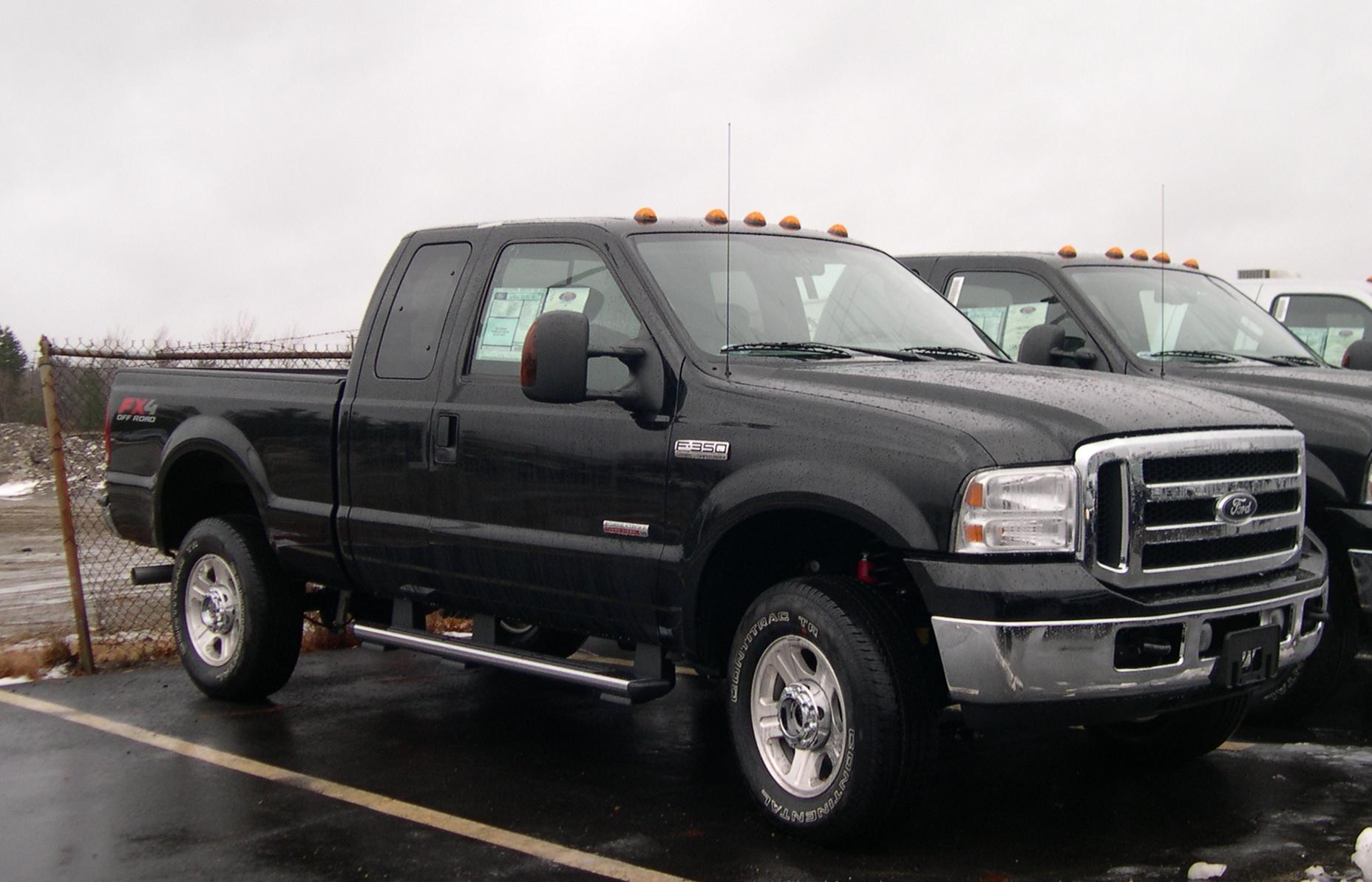
Ford F-350 Super Duty FX4 uit 2006.

In 2004 werd de nieuwe F-Series op het nieuwe P2-platform gezet. Eerst waren enkel de 4,6 l en 5,4 l V8 motoren te verkrijgen met automatische versnellingsbak. Vanaf 2005 werden ook de 4,2 l V6 en de manuele versnellingsbak beschikbaar. De F-150 van de 10de generatie bleef tot in de zomer van 2004 in productie als de Heritage-versie. In 2004 werd de nieuwe F-150 North American Truck of the Year en werd met 912.000 verkochte exemplaren een verkooprecord neergezet.
In 2005 kreeg de Super Duty een facelift met onder andere een nieuw radiatorrooster en een nieuw interieur. Voor 2007 zou de truck vernieuwd worden maar die update werd vanwege kwaliteitsproblemen uitgesteld tot 2008.
Motoren:
- 4,2 l V6
- 4,6 l V8
- 5,4 l V8 van 300 pk
- 6,8 l V10 van 362 pk

### Twaalfde generatie
In 2009 verscheen de twaalfde generatie voor het eerst op de markt. Deze werd op hetzelfde platform gezet als zijn voorganger. Naast de optische aanpassingen nam ook het aanbod in motoren toe.
Motoren: 
- 3.5 l V6
- 3.7 l V6
- 4.6 l V8
- 5.0 l V8
- 5.4 l V8
- 6.2 l V8

### Dertiende generatie
De dertiende generatie, die geïntroduceerd werd in 2015, bracht verschillende uitgebreide wijzigingen in het ontwerp met zich mee. In het belang van het brandstofverbruik werd het leeggewicht van de F-150 met zo'n 340 kg verminderd, zonder de vorm van carrosserie te wijzigen. Dit werd bereikt door voor bijna elk carrosseriepaneel over te schakelen van staal naar aluminium. Ook de aandrijflijn onderging verschillende herzieningen om het brandstofverbruik te reduceren.
In 2018 kreeg de dertiende generatie een facelift. Voor het eerst sinds 1996 werden alle modellen van de F-Series weer gebouwd met een gemeenschappelijke cabine. Ook het motorenaanbod werd opnieuw aangepast en er was voor het eerst ook een dieselmotor beschikbaar.
Motoren:
- 3.3 l V6 (2018-2020)
- 3.5 l V6 (2015-2017)
- 2.7 l V6 twin-turbo (2015-2020)
- 3.5 l V6 twin-turbo (2015-2020)
- 5.0 l V8 (2015-2020)
- 3.0 l V6 turbo-diesel (2018-2020)

### Veertiende generatie
De veertiende generatie kwam in 2021 op de markt. De F-150 uit 2021 lijkt uiterlijk sterk op de dertiende generatie, maar onderging een herontwerp van 92% van zijn onderdelen waarbij alleen de cabine en de laadbakstructuur overgenomen werden. Naast wijzigingen aan de carrosserie om de aerodynamica te verbeteren werd ook het interieur aangepakt met onder andere neerklapbare voorstoelen en grotere touchscreens.
De aandrijflijn is grotendeels identiek aan de vorige generatie. Nieuw is de optionele hybride aandrijflijn, waarbij een elektromotor gecombineerd wordt met een V6-benzinemotor. In mei 2021 werd een volledig elektrische versie van de F-150 onthuld.
Motoren:
- 3.3 l V6
- 5.0 l V8
- 2,7 l V6 twin-turbo
- 3,5 l V6 twin-turbo
- 3,5 l V6 twin-turbo (hybride)
- 3.0 l V6 turbo-diesel